# Neolasioptera argentata
Neolasioptera argentata är en tvåvingeart som beskrevs av Brethes 1917. Neolasioptera argentata ingår i släktet Neolasioptera och familjen gallmyggor. Inga underarter finns listade i Catalogue of Life.